# SV Saestum (piłka nożna kobiet)
SV Saestum – holenderski klub piłki nożnej kobiet, mający siedzibę w mieście Zeist, w środku kraju, występujący od sezonu 2007/08 w rozgrywkach Topklasse.

## Historia
Chronologia nazw:
- 1981: SV Saestum

Kobieca drużyna piłkarska SV Saestum została założona w Zeist w 1981 roku jako kobieca sekcja klubu SV Saestum. Początkowo zespół występował w regionalnym turnieju, ale nigdy nie zakwalifikował się do rozgrywek na szczeblu centralnym. Dopiero w sezonie 1993/94 wygrał grupę A Hoofdklasse, jednak w turnieju finałowym zajął miejsce za DVC Den Dungen i WFC Wormerveer. Od sezonu 1994/95 zaczęto prowadzić ligowe rozgrywki Hoofdklasse, do których zakwalifikował się klub z Zeist. W debiutowym sezonie zespół zajął piąte miejsce. Ale już w kolejnych pięciu sezonach aż do 2000 roku zdobywał mistrzostwo Holandii. W sezonie 2000/01 spadł na drugie miejsce, aby w następnym sezonie 2001/02 powrócić na najwyższą lokatę, startując po raz pierwszy w drugiej edycji UEFA Women’s Cup. Potem jeszcze w sezonach 2004/05 i 2005/06 zdobywał tytuł mistrza Holandii. Sezon 2006/07 zakończył na drugiej pozycji w tabeli. W sezonie 2007/08 została organizowana profesjonalna Vrouwen Eredivisie. Jednak klub nie otrzymał licencji gry na najwyższym poziomie i następnie występował w Hoofdklasse (D2). Od czasu wprowadzenia profesjonalnej kobiecej piłki nożnej w Holandii klub przez wiele lat współpracowało z żeńskim oddziałem FC Utrecht. Drużyna z Zeist zdobywała mistrzostwo ligi oraz dwukrotnie wicemistrzostwo, jednak nie uzyskała promocji do wyższej klasy. W sezonie 2011/12 liga zmieniła nazwę na Topklasse. Również w sezonach 2014/15, 2017/18, 2021/22 zespół zajmował pierwsze miejsce, ale bez awansu.

## Barwy klubowe, strój, herb, hymn
|  |  |

Klub ma barwy czerwono-białe. Piłkarki domowe spotkania zazwyczaj grają w czerwonych koszulkach, białych  spodenkach oraz czerwonych getrach.

## Sukcesy

### Trofea międzynarodowe
| \| \| Zdobyte trofea w rozgrywkach międzynarodowych (stan na: 31-05-2023) \| |                                                                     |      |          |
| Rozgrywki                                                                    | Osiągnięcie                                                         | Razy | Sezon(y) |
| Liga Mistrzyń UEFA                                                           | zdobywca                                                            | 0    |          |
| Liga Mistrzyń UEFA                                                           | finalista                                                           | 0    |          |
| Liga Mistrzyń UEFA                                                           | ćwierćfinalista                                                     | 1    | 2006/07  |
| FIFA                                                                         | Zdobyte trofea w rozgrywkach międzynarodowych (stan na: 31-05-2023) |      |          |

### Trofea krajowe
| \| \| Zdobyte trofea w rozgrywkach Holandii (stan na: 31-05-2023) \| |                                                             |      |                                                                        |
| Rozgrywki                                                            | Osiągnięcie                                                 | Razy | Sezon(y)                                                               |
| Mistrzostwo                                                          | I miejsce                                                   | 8    | 1995/96, 1996/97, 1997/98, 1998/99, 1999/00, 2001/02, 2004/05, 2005/06 |
| Mistrzostwo                                                          | II miejsce                                                  | 3    | 2000/01, 2002/03, 2006/07                                              |
| Mistrzostwo                                                          | III miejsce                                                 | 1    | 2003/04                                                                |
| Puchar                                                               | zdobywca                                                    | 4    | 1996/97, 1997/98, 2003/04, 2008/09                                     |
| Puchar                                                               | finalista                                                   | 4    | 1999/00, 2000/01, 2001/02, 2002/03                                     |
| Superpuchar                                                          | zdobywca                                                    | 2    | 2005, 2006                                                             |
| Superpuchar                                                          | finalista                                                   | 1    | 2004                                                                   |
| II liga                                                              | I miejsce                                                   | 4    | 2007/08, 2014/15, 2017/18, 2021/22                                     |
| II liga                                                              | II miejsce                                                  | 5    | 2008/09, 2009/10, 2011/12, 2012/13, 2018/19                            |
| II liga                                                              | III miejsce                                                 | 0    |                                                                        |
| Holandia                                                             | Zdobyte trofea w rozgrywkach Holandii (stan na: 31-05-2023) |      |                                                                        |

## Poszczególne sezony

### Rozgrywki międzynarodowe

#### Europejskie puchary
Klub w sezonach 2002/03, 2003/04 i 2005/06 uczestniczył w rozgrywkach europejskich.

### Rozgrywki krajowe
| \| Holandia \| Bilans występów klubu w rozgrywkach piłkarskich Holandii (Stan na 31 maja 2023 r.) \| \| |                                                                                    |        |       |   |   |   |    |    |     |              |        |        |      |
| Poziom                                                                                                  | Rozgrywki                                                                          | Sezony | Mecze | Z | R | P | B+ | B– | Pkt | Lata         | Awanse | Spadki | Naj. |
| I | Hoofdklasse / Eredivisie                                                           | 13     |       |   |   |   |    |    |     | 1994–2007    | 0      | 1      | 1    |
| II | Hoofdklasse / Topklasse                                                            | 16     |       |   |   |   |    |    |     | od 2007/08   | 0      | 0      | 1    |
| III | Hoofdklasse                                                                        | 0      |       |   |   |   |    |    |     |              |        |        |      |
| | Puchar Holandii                                                                    | 41     |       |   |   |   |    |    |     | od 1982/83   | 0      | 0      | 1    |
| | Superpuchar Holandii                                                               | 3      |       |   |   |   |    |    |     | od 2004–2006 | 0      | 0      | 1    |
| Holandia                                                                                                | Bilans występów klubu w rozgrywkach piłkarskich Holandii (Stan na 31 maja 2023 r.) |        |       |   |   |   |    |    |     |              |        |        |      |

## Piłkarki, trenerzy, prezydenci i właściciele klubu

### Trenerzy
...
- 2017–2020:  Janneke Bijl
- 2020–2021:  ?
- od 01.2022:  David Romijn

## Struktura klubu

### Stadion
Drużyna rozgrywała swoje mecze domowe w Zeist na stadionie Sportpark Saestum, który może pomieścić 1.000 widzów.

## Kibice i rywalizacja z innymi klubami

### Derby
- FC Utrecht